# Гейланг Интернэшнл
«Гейланг Интернэшнл» (известный как Гейланг Юнайтед в 1996—2012 годах) — профессиональный футбольный клуб из Сингапура, выступающий в местной S-Лиге. Команда базируется в районе Бедок и принимает гостей на стадионе Бедок. Талисманом клуба служит орёл, в результате команда получила прозвище «орлы».

## Достижения

### Внутренние
Лига
- S-Лига: Победитель 1996, 2001

Кубки
- Кубок Сингапура: 2009
- Singapore FA Cup: 1996

## Появления на международных турнирах
- Лига чемпионов АФК: 1 появление

2002/03: 3-й квалиф. раунд
- Кубок чемпионов АФК: 4 появления

1989: квалиф. раунд
1990: квалиф. раунд
1991: квалиф. раунд
1998: 1-й раунд
- Кубок АФК: 2 появления

2004: 1/2 финала
2010: групп. раунд
- Кубок обладателей кубков Азии по футболу: 2 появления

1990/91: 1-й раунд
1991/92: 1-й раунд